# Полякова, София Викторовна
Софи́я Ви́кторовна Поляко́ва (26 августа 1914, Санкт-Петербург — 30 апреля 1994, Санкт-Петербург) — советский и российский филолог-классик, византинист, переводчица на русский ряда сочинений древнегреческих и византийских авторов, детский писатель. Известна также как исследовательница творчества Софии Парнок. 
В 1938 году окончила кафедру классической филологии ЛГУ, впоследствии всю жизнь работала на этой же кафедре (доцент с 1948 года).

## Семья
- Родители — Виктор Абрамович Поляков (25 февраля 1886 — 1942)[2], уроженец Одессы, журналист, переводчик и редактор, и Цецилия (Тина) Яковлевна Полякова (урожденная Эпельбаум, 1891 или 1892 — 1953), уроженка Ковеля[3]. Отчим — Вениамин Ноевич Розенблюм (1891—1952), редактор издательства «Радуга».
- Дяди — журналисты и издатели Александр Абрамович Поляков и Владимир Абрамович Поляков.
- Двоюродные братья — Борис Гроссер, художник; Леон Поляков, историк, исследователь антисемитизма.

## Избранная библиография
- Ксенофонт Эфесский. Повесть о Габрокоме и Антии. / Пер. С. Поляковой, И. Феленковской; Вступ. ст. и примеч. С. Поляковой. Москва, Гослитиздат. 1956.
- О некоторых художественных особенностях "Взятия Фессалоники" Иоанна Камениата // Две византийские хроники X века: Псамафийская хроника; Иоанн Камениата. Взятие Фессалоники. Москва: Изд=во вост. л-ры, 1959. С. 242–249.
- Элиан, Клавдий. Пёстрые рассказы / Пер., авт. ст., примеч. С. В. Полякова; Отв. ред. В. В. Струве; РАН. Репринт. воспроизв. текста изд. 1964 г. Москва: Ладомир: Наука, 1995. 188 с.
- Средневековые латинские новеллы XIII в. / П. Альфонса; Сост., пер., коммент. С. В. Полякова, ред. А. И. Доватур; АН СССР. Ленинград: Наука, 1980.
- Византийский сатирический диалог / АН СССР ; примеч. С. В. Полякова; сост. С. В. Полякова; отв. ред. Я. Н. Любарский. Ленинград: Наука, 1986.
- "Метаморфозы" или "Золотой осёл" Апулея. Москва: Наука, 1988. 152 с.
- Жития византийских святых. С.-Петербург, 1995.
- Византийские легенды / сост. С. В. Полякова, худож. А. Г. Серебренников. Москва: Ладомир, 1994 (оригинал 1972)
- Византийская любовная проза / РАН ; Ред. Ю. А. Михайлов, Пер. [с греч.] С. В. Полякова. Москва: Ладомир; Наука, 1995 (оригинал 1965)